# チェルヴィナーラ
チェルヴィナーラ（伊: Cervinara）は、イタリア共和国カンパニア州アヴェッリーノ県にある、人口約9,500人の基礎自治体（コムーネ）。

## 地理

### 位置・広がり

#### 隣接コムーネ
隣接するコムーネは以下の通り。括弧内のBNはベネヴェント県、NAはナポリ県所属を示す。
- アヴェッラ
- モンテサルキオ (BN)
- ロッカライーノラ (NA)
- ロトンディ
- サン・マルティーノ・ヴァッレ・カウディーナ

## 行政

### 分離集落
チェルヴィナーラには、以下の分離集落（フラツィオーネ）がある。
- Castello, Ioffredo, Ferrari, Valle, Pantanari, Trescine, Scalamoni, San Potito, San Marciano, Curielli, Salomoni, Pirozza